# Elymnias perpusilla
Elymnias perpusilla är en fjärilsart som beskrevs av Hans Fruhstorfer 1907. Elymnias perpusilla ingår i släktet Elymnias och familjen praktfjärilar. Inga underarter finns listade i Catalogue of Life.